# Ala tancat

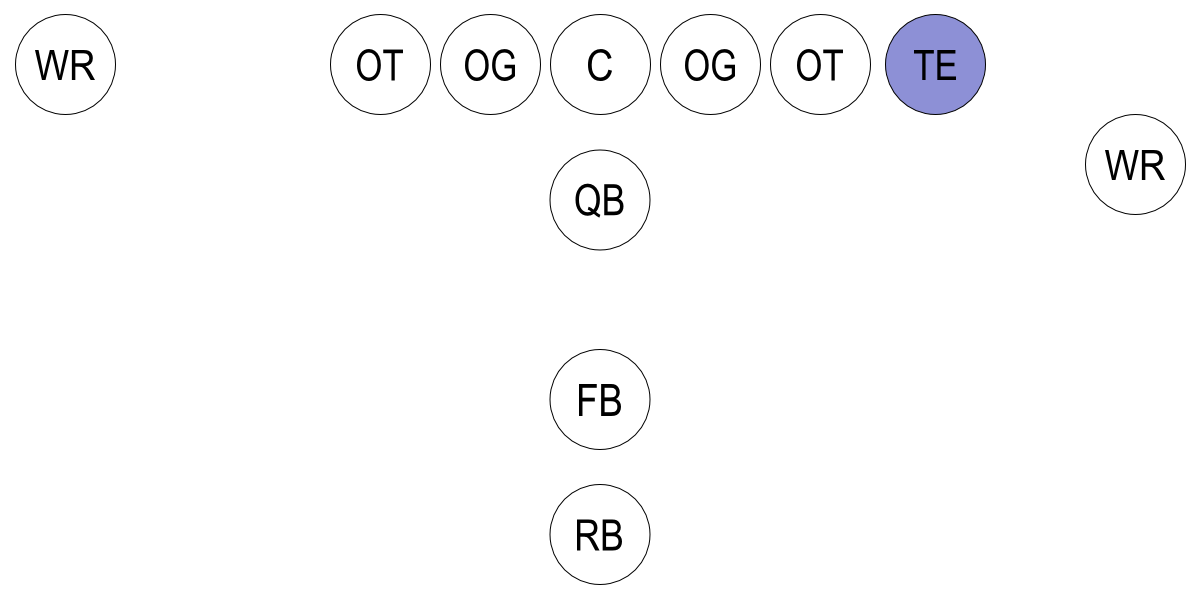
Posició de l'ala tancat (TE) a l'inici de jugada.

L'ala tancat, en anglès tight end (TE) és un tipus de jugador ofensiu de futbol americà. La seva posició és a l'extrem de la formació d'atac, a l'inici de la jugada, i la seva funció és tant bloquejar com rebre passades.
La funció de l'ala tancat canviarà segons la jugada a fer i pot ser bloquejar els contraris per defensar el seu rerequart, bloquejar els contraris amb l'objectiu d'obrir espai als seus corredors o rebre una passada per avançar ell amb la pilota.
Aquesta posició probablement és la més versàtil de la línia ofensiva, i en conseqüència els ales tancats acostumen a ser jugadors alts i forts, però també ràpids i hàbils, una barreja entre un receptor i un bloquejador ofensiu.